# Временный комитет Государственной думы
Временный комитет Государственной думы (полное название: Комитет членов Государственной Думы для водворения порядка в столице и для сношения с лицами и учреждениями; также: Исполнительный комитет Государственной думы) — высший чрезвычайный орган государственной власти, сформированный 27 февраля (12 марта) 1917 года в ходе Февральской революции в России.

## История создания и деятельности
Вечером 26 февраля (11 марта) 1917 года, на фоне усиливающихся беспорядков в российской столице, председатель Совета министров кн. Н. Д. Голицын решил объявить перерыв в работе сессии Государственной думы.
27 февраля (12 марта) рано утром началось вооружённое восстание части Петроградского гарнизона. Всеобщая забастовка рабочих получила поддержку солдат. Солдаты восставших полков направились в центр города, захватили Арсенал, городские тюрьмы, выпустили на свободу заключённых. По городу начались убийства полицейских и городовых, грабежи и мародёрство.
Дума оказалась в двусмысленной ситуации: с одной стороны, она получила указ Николая II о собственном роспуске и опасалась подхода к Петрограду предполагаемой «карательной экспедиции». С другой же стороны, она оказалась осаждена толпой революционных солдат и рабочих, пришедших к Таврическому дворцу как к основному на тот момент центру оппозиции. В результате Прогрессивный блок и левые депутаты (трудовики и социал-демократы) решили, формально подчинившись указу о роспуске, собраться под видом «частного совещания». Частное совещание членов Думы поручило Совету старейшин выбрать Временный комитет членов Думы и определить дальнейшую роль Государственной думы в начавшихся событиях. Днём 27 февраля на заседании Совета старейшин был сформирован орган власти — Временный комитет Государственной думы («Комитет членов Государственной Думы для водворения порядка в столице и для сношения с лицами и учреждениями»), который возглавил М. В. Родзянко. В состав Временного комитета вошли представители партий, объединённых в «Прогрессивном блоке», и левых партий, а также президиума Государственной думы.
Как позднее писал П. Н. Милюков, «вмешательство Государственной думы дало уличному и военному движению центр, дало ему знамя и лозунг и тем превратило восстание в революцию, которая кончилась свержением старого режима и династии».
В ВКГД вошли М. В. Родзянко (председатель ГД, земец-октябрист), Н. В. Некрасов (кадет), И. И. Дмитрюков (секретарь Думы, левый октябрист), В. А. Ржевский (прогрессист), Н. С. Чхеидзе (одновременно председатель исполкома Петроградского совета рабочих и солдатских депутатов, социал-демократ), А. Ф. Керенский (одновременно товарищ председателя исполкома Петросовета, эсер-трудовик), П. Н. Милюков (кадет), А. И. Коновалов (прогрессист), М. А. Караулов (независимый), С. И. Шидловский (председатель бюро Прогрессивного блока, глава фракции левых октябристов), В. В. Шульгин (лидер фракции «прогрессивных русских националистов» в Думе) и В. Н. Львов (председатель думской фракции Центра). Несколькими часами позже в Комитет был кооптирован Б. А. Энгельгардт (комендант петроградского гарнизона, вне партий).
В тот же день ВКГД издал воззвание, опубликованное 28 февраля 1917 года:
| Отъ Временнаго Комитета Гос. Думы. Временный Комитетъ членовъ Государственной Думы при тяжелыхъ условіях внутренней разрухи, вызванной мѣрами стараго правительства, нашелъ себя вынужденнымъ взять въ свои руки возстановленіе государственнаго и общественнаго порядка. Сознавая всю отвѣтственность принятаго имъ рѣшенія, Комитетъ выражаетъ увѣренность, что населеніе и армія помогутъ ему въ трудной задачѣ созданія новаго правительства, соотвѣтствующаго желаніям населенія и могущаго пользоваться его доверіем. Предсѣдатель Государственной Думы М. Родзянко. 27-го февраля 1917 г. |

Вот что позднее писал по этому поводу П. Н. Милюков: 
К вечеру 27 февраля, когда выяснился весь размер революционного движения, Временный комитет Государственной думы решил сделать дальнейший шаг и взять в свои руки власть, выпадавшую из рук правительства. Решение это было принято после продолжительного обсуждения… Все ясно сознавали, что от участия или неучастия Думы в руководстве движением зависит его успех или неудача. До успеха было ещё далеко: позиция войск не только вне Петрограда и на фронте, но даже и внутри Петрограда и в ближайших его окрестностях далеко ещё не выяснилась. Но была уже ясна вся глубина и серьезность переворота, неизбежность которого сознавалась … и ранее; и сознавалось, что для успеха этого движения Государственная дума много уже сделала своей деятельностью во время войны — и специально со времени образования Прогрессивного блока. Никто из руководителей Думы не думал отрицать большой доли её участия в подготовке переворота. Вывод отсюда был тем более ясен, что … кружок руководителей уже заранее обсудил меры, которые должны были быть приняты на случай переворота. Намечен был даже и состав будущего правительства. Из этого намеченного состава кн. Г. Е. Львов не находился в Петрограде, и за ним было немедленно послано. Именно эта необходимость ввести в состав первого революционного правительства руководителя общественного движения, происходившего вне Думы, сделала невозможным образование министерства в первый же день переворота.
Для управления министерствами ВКГД назначил своих комиссаров, создал военную, продовольственную и другие комиссии. Комиссары приступили к работе незамедлительно, уже с вечера 27 февраля.
Сами министры царского правительства после вечернего заседания в Мариинском дворце разошлись, и Совет министров на этом фактически прекратил существование.
Таким образом, с вечера 27 февраля до 2 марта 1917 года ВКГД играл роль центральной верховной власти в стране, присвоив полномочия ещё существовавшего законного монарха.
1 (14) марта М. В. Родзянко от имени ВКГД обратился к действующей армии и флоту с призывом ни на минуту не ослаблять борьбу против внешнего врага. В тот же день Временный комитет получил де-факто признание правительств Великобритании и Франции. Временный комитет договорился с эсеро-меньшевистским руководством исполнительного комитета Петросовета о создании нового правительства России.
2 (15) марта было образовано Временное правительство во главе с князем Г. Е. Львовым, в состав которого вошли многие члены Временного комитета Государственной думы. Николай II под давлением Родзянко и других думцев, а также ряда военачальников — в частности, начальника штаба Ставки М. В. Алексеева и командующего Северным фронтом Н. В. Рузского — отрёкся от престола, подписав заодно указ о назначении председателем Совета министров фактически уже назначенного Временным комитетом Г. Е. Львова.
После формирования Временного правительства в составе ВКГД осталось 7 человек: Родзянко, Шульгин, Караулов, Дмитрюков, Ржевский, Шидловский, Энгельгардт; 8 марта Караулов сложил полномочия члена ВКГД в связи с отъездом во Владикавказ в качестве комиссара Временного правительства и ВКГД. В состав ВКГД был избран ряд новых членов. С июля 1917 года ВКГД был отстранён от непосредственного участия в формировании правительства; политическая роль комитета была незначительной, но он продолжал играть роль представительного органа членов Государственной думы и участвовал в формировании новых местных органов власти. В дальнейшем члены Временного комитета Государственной думы входили в Предпарламент.
Окончательно Временный комитет был ликвидирован Временным правительством 6 (19) октября 1917 года в связи с изданием акта о роспуске Государственной думы.